# 遼東征伐
遼東征伐是高麗王朝於1388年進攻遼東的事件。
遼東征伐的起因是明朝在高麗治下的鐵嶺地區設置鐵嶺衛。鐵嶺位於今日朝鮮民主主義人民共和國江原道的高山郡和淮陽郡一帶，蒙古入侵高麗後被元朝侵占，以其地設置雙城總管府。恭愍王在位期間，高麗派兵驅逐了元朝勢力，收復了鐵嶺地區。
1388年，明朝在鐵嶺地區設置鐵嶺衛，移文告知高麗。這引起高麗的不滿，在崔瑩建議下，高麗王王禑決定進攻鐵嶺以北的遼東地區。李成桂反對此提議，但未被採納。王禑派左軍都統使曹敏修、右軍都統使李成桂入侵遼東。行軍至鴨綠江中的威化島時，因梅雨季節，江水氾濫，難以涉水。高麗兵不願遠征，多有逃亡者。李成桂與曹敏修共同上表，聲稱征討遼東有「四不可」，請求班師，遭到拒絕，崔瑩反而下令速速進軍。李成桂發動威化島回軍，逮捕崔瑩，廢黜王禑，改立王昌。李成桂獨掌大權，並通過談判的方式使明朝讓步，明朝同意將鐵嶺衛改置於遼東的奉集堡（今遼寧省瀋陽市東南奉集堡），後又遷移至銀州（今遼寧省鐵嶺市）。
1392年，李成桂建立朝鮮王朝後，仍有奪取遼東的野心，並做出了再度征伐遼東的準備。鄭道傳積極策劃對遼東的征伐。1398年，鄭道傳在第一次王子之亂被殺害後，此計劃不了了之。